# Jorgos Papandreu
Jorgos Papandreu (řecky: Γεώργιος Παπανδρέου, [ʝeˈoɾʝios papanˈðɾeu]IPA; narozen 16. června 1952, Saint Paul, Spojené státy americké) je řecký politik, který v letech 2009 až 2011 sloužil jako řecký premiér. V současnosti působí jako poslanec za Hnutí pro změnu.
Patří k dlouholeté politické dynastii, sloužil pod svým otcem, tehdejším premiérem Andreasem Papandreouem jako ministr pro školství a náboženské záležitosti (1988–1989 a 1994–1996) a od roku 1999 do roku 2004 jako ministr zahraničních věcí. Papandreu byl od února 2004 do března 2012 vůdcem stany Panhelénské socialistické hnutí (PASOK), kterou založil jeho otec a od ledna 2006 je předsedou Socialistické internacionály.
Dne 6. října 2009 se Jorgos Papandreu stal 182. řeckým premiérem. Byl třetím členem rodiny Papandreoů, který sloužil jako předseda vlády země, po svém otci Andreasovi a jeho dědečkovi Jorgosovi Papandreuovi. Rezignoval 11. listopadu 2011 během dluhové krize v Řecku, aby uvolnil místo vládě národní jednoty.
V březnu 2012 odstoupil z čela PASOK a v lednu 2015 ze strany úplně odešel a založil vlastní politickou stranu Hnutí demokratických socialistů (KIDISO), která byla v lednu 2015 8. nejvolenější stranou ve volbách v lednu roku 2015, ale do parlamentu se nedostal. V roce 2017 se KIDISO připojilo k Demokratickému vyrovnání, politické alianci tvořené PASOK a dalšími středolevými stranami. Demokratické vyrovnání se později vyvinulo v Hnutí za změnu, které bylo ve volbách v roce 2019 třetí nejvíce volenou stranou, přičemž sám Papandreu se vrátil do parlamentu jako poslanec zastupující region Achaea.

## Osobní život

### Vzdělání
Narodil se v minnesotském hlavním městě Saint Paul, kde jeho otec Andrea Papandreu působil na univerzitě (v letech 1939–1959 pracoval jako profesor ekonomie). Matka je Američanka Margaret Papandreu, rozená Chantová. Vzdělání získal postupně na torontských školách, v Amherst College (Massachusetts), Stockholm University, London School of Economics a Harvard University. Má bakalářský titul v oboru sociologie na Amherst College a magisterský titul sociologie na London School of Economics. V období 1972–73 se jako vědec zabýval otázkami imigrace na Stockholm University. Pracoval také v Centru pro zahraniční vztahy na Harvard University (1992–93).
V roce 2002 mu byl udělen čestný doktorát právní vědy (dr.h.c.) na Amherst College a roku 2006 byl jmenován hostujícím profesorem v Centru helénských studiích na Georgia State College of Arts and Science.
Po restauraci řeckého demokratického zřízení v roce 1974 (viz Řečtí plukovníci), přijel do Řecka a stal se aktivním členem nové politické strany PASOK, kterou založil jeho otec.

### Politická kariéra
Do řeckého parlamentu byl zvolen v roce 1981, kdy se jeho otec stal řeckým předsedou vlády. Postupně zastával tyto pozice: podtajemník pro kulturní záležitosti (1985), ministr školství a náboženských záležitostí (1988–89, 1994–96), náměstek ministra zahraničních věcí (1993, 1996), ministr pro vládní koordinaci k uspořádání LOH 2004 (1997), ministr zahraničních věcí (1999–2004, od 2009), předseda Socialistické internacionály (od 2006) a předseda vlády (od 2009).
Spolu s ministrem zahraničí Janem Kavanem vypracovali česko-řeckou tzv. kosovskou iniciativu, kterou podepsali 24. května 1999 v Pekingu. Ta měla řešit kosovskou krizi pomocí zastavení bombardování Jugoslávie silami NATO a zahájením jednání. NATO ji nepřijalo.
Ve druhém funkčním období na pozici ministra školství se stal prvním řeckým politikem v historii, který zavedl zvýhodnění menšin, když zákonně přidělil muslimské menšině 5 % míst na univerzitách v Západní Thrákii. Podílel se také na rozvoji Open University v Řecku.
Obdržel řadu ocenění a čestných titulů za svou práci především ve věci lidských práv. Jako ministr zahraničí musel tlumit plamenné nacionalistické výpady od přívrženců jeho otce a byl nakloněn bližším vztahům s Tureckem a Albánií vůči nimž má Řecko tradičně chladné vztahy. Neúnavně řešil otázku rozděleného Kypru, což vyústilo v Annanův plán ze strany OSN. Stál proti řeckým nacionalistům ve věci znovupřipojení kyperského ostrova k Řecku. Kyperská republika se v květnu 2004 stala členem Evropské unie. Podílel se také na řešení sporu týkajícího se názvu státu Republika Makedonie, který Řecko neuznávalo.

#### Vedení strany
V roce 2004 strana PASOK prohrála parlamentní volby. Ještě před nimi, v lednu téhož roku tehdejší premiér Kostas Simitis oznámil, že odejde z funkce předsedy strany a přenechá ji Papandreovi, který získal doporučení.
V únoru 2004 se pro volbu nového předsedy uskutečnily poprvé v historii vnitrostranické primárky. Papandreu v nich neměl protikandidáta a byl zvolen šéfem strany.
Na návrh bývalého předsedy Antónia Guterrese byl v květnu 2005 zvolen místopředsedou Socialistické internacionály. V lednu 2006 byl pak jednomyslně potvrzen jako její nový předseda.
V parlamentních volbách 2007 PASOK opět prohrál s pravicovou Novou demokracií Kostase Karamanlise. Ve vnitrostranických primárkách se jeho vyzyvateli stali Evangelos Venizelos a Kostas Skandalidis. Přesto byl unovuzvolen do čela strany.
V červnových eurovolbách 2009 PASOK zvítězil v Řecku. O čtyři měsíce později vítězství zopakoval i v parlamentních volbách (říjen 2009), když získal 43,92 % hlasů voličů, oproti 33,48 % hlasů voličů pro Novou demokracii, což v přepočtu činilo 160 parlamentních křesel pro PASOK ku 91 křeslům pro ND z celkového počtu 300 míst.

#### Předseda vlády
6. října 2009 byl jmenován 182. premiérem řecké vlády. Od 7. října 2009 do 7. září 2010 souběžně zastával post ministra zahraničních věcí, což zároveň znamená funkci hlavy mnišského státu Athos. Rezignoval 11. 11. 2011 v důsledku řecké finanční krize.

### Soukromý život
Hovoří plynně řecky, anglicky a švédsky.
Je podruhé ženatý s Adou, mají spolu dceru Margaritu-Elenu. Z předešlého manželství má syna Andrease (nar. 1982). Dále má dva mladší bratry Nikose Papandrea a Andrease Papandrea a dvě mladší sestry Sophii Papandreu a Emilii Nyblomovou.

## Vyznamenání a ocenění

### Vyznamenání
| Stát      | Stuha | Název                                                                                     | Datum udělení      |
| --------- | ----- | ----------------------------------------------------------------------------------------- | ------------------ |
| Belgie    |       | velkokříž Řádu koruny                                                                     | 2001               |
| Estonsko  |       | Řád bílé hvězdy I. třídy                                                                  | 1999, 14. května   |
| Finsko    |       | velkokíž Řádu finského lva                                                                | 1996               |
| Itálie    |       | velkokříž Řádu zásluh o Italskou republiku                                                | 2003, 14. července |
| Maďarsko  |       | velkokříž Záslužného řádu Maďarské republiky                                              | 2003               |
| Německo   |       | velkokříž Záslužného řádu Spolkové republiky Německo                                      | 2000               |
| Peru      |       | velkokříž Řádu peruánského slunce                                                         | 2003               |
| Polsko    |       | velkodůstojník Řádu za zásluhy Polské republiky                                           | 1996               |
| Rakousko  |       | velká čestná dekorace ve zlatě na stuze Čestného odznaku Za zásluhy o Rakouskou republiku | 1999               |
| Španělsko |       | velkokříž Řádu za občanské zásluhy                                                        | 1998               |
| Španělsko |       | velkokříž Řádu Isabely Katolické                                                          | 2001               |
| Švédsko   |       | komtur velkokříže Řádu polární hvězdy                                                     | 1999               |
| Ukrajina  |       | Řád knížete Jaroslava Moudrého III. třídy                                                 | 1996               |
| Vatikán   |       | rytíř velkokříže Řádu Pia IX.                                                             | 2002               |

### Ocenění
- 1988: „Botsis’s Foundation for the Promotion of Journalism“ award
- 1996: „SOS against Racism, and affiliated organizations“ Committee award
- 1997: Abdi Ipekci special award for Peace and Friendship (červen 1997)
- 2000: Eastwest Institute 2000 Awards - Peace Building Awards
- 2002: Jackie Robinson Humanitarian Award
- 2003: titul Obránce demokracie
- 2006: Open Fields Award (Truce Foundation, USA)